# Miss Jerry
Miss Jerry er en amerikansk stumfilm fra 1894 af Alexander Black.

## Medvirkende
- Blanche Bayliss som Miss Geraldine Holbrook (Miss Jerry)
- William Courtenay som Walter Hamilton
- Chauncey Depew